# Dymasius gracilicornis
Dymasius gracilicornis là một loài bọ cánh cứng trong họ Cerambycidae.